# Некрасов, Борис Владимирович (поэт)
Некрасов Борис Владимирович (23 февраля 1920, Рязань — 10 октября 1978, Ленинград) — писатель

, поэт. В военное время — контрразведчик, капитан.

## Биография
Родился в Рязани 23 февраля 1920 году в семье писателя Некрасова Владимира Моисеевича (псевдоним Р. Волженин). Поступил на учёбу в театральный институт и в Высшую партийную школу. Писал стихи. Впервые опубликовался в сентябре 1941 года. Стихи увидели свет в прифронтовой газете «На страже Родины» и в приложении к ней «Прямой наводкой». В декабре 1939 года был призван на службу в Выборгский РВК, Ленинградской обл., г. Ленинград. Участвовал в советско-финской и Великой Отечественной войне. Первые годы войны встретил в составе 272-го стрелкового полка 123-й ордена Ленина стрелковой дивизии. В качестве наводчика, командира орудия, помкомзавода минометной батареи участвовал в боях на Карельском перешейке. После окончания в 1942 году краткосрочных курсов при 23-й армии Ленинградского фронта, был направлен на службу в 152-ю танковую бригаду, в ряды танковой разведки. В качестве контрразведчика прошел весь боевой путь до дня Победы. Принимал участие в  прорыве блокады Ленинграда в январе 1943 г., в боях под Красным Бором (Тосненский р-н) весной 1943 г., в освобождении Ленинграда в январе 1944 г., в наступлении на Карельском перешейке и освобождении Выборга летом 1944 г. Ранен во время наступления войск Ленинградского фронта с Ораниенбаумского плацдарма в январе 1944.
Скончался в Ленинграде, похоронен на Северном кладбище

## Награды
- Медаль «За победу над Германией в Великой Отечественной войне 1941–1945 гг.»
- Медаль «За оборону Ленинграда»
- Орден Отечественной войны I степени
- Орден Красной Звезды
- Орден Отечественной войны II степени